# Pio Duran, Albay
Pio Duran là đô thị hạng 3 ở tỉnh Albay, Philippines. Theo điều tra dân số năm 2015, đô thị này có dân số 46.693 người trong.

## Các khu phố (barangay)
Pio Duran được chia thành 33 khu phố (barangay).
| - Agol - Alabangpuro - Basicao Coastal - Basicao Interior - Banawan (Binawan) - Binodegahan - Buenavista - Buyo - Caratagan - Cuyaoyao - Flores | - Lawinon - Macasitas - Malapay - Malidong - Mamlad - Marigondon - Matanglad - Nablangbulod - Oringon - Palapas - Panganiran | - Barangay I (Pob.) - Barangay II (Pob.) - Barangay III (Pob.) - Barangay IV (Pob.) - Barangay V (Pob.) - Rawis - Salvacion - Santo Cristo - Sukip - Tibabo - La Medalla |